# ديفيد غالو
ديفيد غالو (بالإنجليزية: David Gallo)‏ هو مصمم الإنتاج أمريكي، ولد في 10 يناير 1966.

## وصلات خارجية
- الموقع الرسمي
- ديفيد غالو على موقع IMDb (الإنجليزية)
- ديفيد غالو على موقع قاعدة بيانات برودواي على الإنترنت (الإنجليزية)
- ديفيد غالو على موقع قاعدة بيانات الفيلم (الإنجليزية)